# Leporinus apollo
Leporinus apollo är en fiskart som beskrevs av Sidlauskas, Mol och Richard P. Vari 2011. Leporinus apollo ingår i släktet Leporinus och familjen Anostomidae. Inga underarter finns listade i Catalogue of Life.